# Florián Sivák
Florián Sivák (16. prosince 1932 Dúbrava u Liptovského Mikuláše - 1997) byl slovenský právní historik, vysokoškolský pedagog, od roku 1984 profesor. Více než 30 let vyučoval na Právnické fakultě UK v Bratislavě. Zabýval se vývojem dějin státu a práva na území Československa a to hlavně na vývoj politických systémů, politických stran a na období Slovenského národního povstání.

## Dílo
- Z bojov KSČ proti buržoáznemu parlamentarizmu : (1921-1938); 1. vyd. Bratislava, Pravda; 1981; 282 s.
- Seznam děl v Souborném katalogu ČR, jejichž autorem nebo tématem je Florián Sivák